# (5404) Uemura
(5404) Uemura (1991 EE1) – planetoida z pasa głównego asteroid okrążająca Słońce w ciągu 3,39 lat w średniej odległości 2,25 j.a. Odkryta 15 marca 1991 roku.